# Пенгверн
Пенгверн (валл. Pengwern) — королевство, зависимое от королевства Поуис. Располагалось на территории современных графств Шропшир, Вустершир и Херефордшир. Образовалось в VI веке, ликвидировано в 656 году.

## История
В VI веке из восточных земель Поуиса выделилось государство Пенгверн. Пенгверн служил буферным государством между Поуисом и англо-саксами. В конце VI века в Пенгверне правили братья Маун и Иаго. В 613 году у Кайр-легиона (совр. Честера) произошла одна из самых кровавых битв того времени. Объединенное войско королей Гвинеда, Поуиса и Думнонии было разбито саксами под командованием Этельфрита Берницийского. В этом сражении погибли Маун и Иаго. Им наследовал поуисский принц Киндруин Старший, участник битвы при Честере. Считается, что Пенгверн был разделен тогда на три части, и Киндруин, возможно, правил в Каэр-Гуриконе, так как считается, что его старший сын и наследник Кинддилан ап Киндруин перенес столицу в Ллис Пенгверн. Брат Киндруина, Константин, правил в Каэр-Магнисе до 613 или 620 года. Другими частями, возможно, правили суб-король Догвейлинга и другие представители поуисской династии. В 642 г. Кинддилан вошел в антинортумбрийскую коалицию. В том же году союзники разгромили Освальда Нортумбрийского в битве при Майс-Когви (совр. Освестри), после чего Пенгверн 14 лет жил в относительном мире. В 656 году брат Освальда, Освиу, напал на Пенгверн, осадил Ллис-Пенгверн и захватил город. Пенгверн был присоединен к Нортумбрии, а через некоторое время к Мерсии, которая создала на месте Пенгверна свои суб-королевства: Магонсет, со столицей в Каэр-Магнисе (около совр. Кенчестера), и Рокенсет, со столицей в Каэр-Гуриконе.

## Короли Пенгверна
- Маун ап Брохвайл (570—613), сын короля Поуиса Брохвайла
- Киндруин Большой (613—620/633), в столице
- Константин, правитель в Каэр-Магнисе (до - 620-х?), брат предыдущего[5]
- Элван Поуис ап Киндруин, в Каэр-Гуриконе или Дин-Гуригоне
- Кинддилан ап Киндруин (620/633—641/655?), в столице
- Каранвайл ап Киндилан (656-?), в столице